# 吴希明
吴希明（1964年9月—），男，汉族，福建邵武人，中华人民共和国政治人物。现任航空工业科技委副主任，中国航空研究院副院长。第十三、十四届全国政协委员。